# Amagami
Amagami (アマガミ?, Amagami, "Morso gentile"), è un videogioco simulatore di appuntamenti per PlayStation 2, "successore spirituale" di KimiKiss, entrambi sviluppati e pubblicati Enterbrain. Amagami è stato pubblicato il 19 marzo 2009,
Il videogioco ha ispirato sei adattamenti manga, due serializzati da Famitsu Comic Clear della Enterbrain, due da Young Animal della Hakusensha e Young Animal Island, uno da Dengeki Maoh della ASCII Media Works ed uno da Comp Ace della Kadokawa Shoten. Inoltre è stato trasmesso un anime intitolato  Amagami SS andato in onda in Giappone dal 2 luglio 2010 al 23 dicembre 2010. Una seconda serie animata, intitolata Amagami SS+ plus è partita il 6 gennaio 2012.

## Trama
Due anni prima dell'inizio della storia, il cuore dello studente Junichi Tachibana è stato spezzato dalla ragazza di cui era innamorato, che non si è presentata il giorno del loro primo appuntamento alla vigilia di Natale. Al secondo anno di scuole superiori, Junichi si è del tutto disinteressato all'amore ed odia celebrare il Natale. Tuttavia, l'incontro con sei ragazze della sua nuova scuola, Haruka Morishima, Kaoru Tanamachi, Sae Nakata, Ai Nanasaki, Rihoko Sakurai e Tsukasa Ayatsuji potrebbe finalmente aprire il suo cuore all'amore.

## Personaggi
Junichi Tachibana (橘 純一?, Tachibana Jun'ichi)
Doppiato da Tomoaki Maeno
Protagonista maschile della storia. Due anni prima l'inizio della storia, il suo cuore è stato spezzato da una ragazza che non si è presentata ad un appuntamento il giorno della vigilia di Natale, causando nel ragazzo un profondo trauma. Junichi è anche spaventato dalle grandi altezze e dagli ascensori, ma è un bravo studente ed è molto generoso. Vive con i genitori e con la sorella Miya, che si preoccupa di svegliarlo al mattino.
Haruka Morishima (森島 はるか?, Morishima Haruka)
Doppiata da Shizuka Itō
Studentessa molto popolare all'ultimo anno di scuola, Haruka è una ragazza volubile ed insicura, che ama le cose kawaii, e soprattutto i cuccioli. La sua migliore amica è la severa Hibiki Tsukahara, ed ha un fratello più piccolo, di nome Satoshi. È di origini britanniche da parte di madre, ed ha un secondo cognome, Lovely. Forse a causa del suo retaggio culturale, Haruka frequentemente mischia inglese e giapponese.
Kaoru Tanamachi (棚町 薫?, Tanamachi Kaoru)
Doppiata da Rina Satō
Una delle amiche di infanzia di Junichi, viene spesso mostrata insieme all'altro amico Masayoshi. È un personaggio imprevedibile, che spesso colpisce Junichi senza alcuna ragione. Lavora part-time nel ristorante di famiglia per sostenere sua madre, che non ha un marito, benché nel corso della storia sposerà un uomo.
Sae Nakata (中多 紗江?, Nakata Sae)
Doppiata da Hiromi Konno
Amica e compagna di classe di Miya, la sorella minore di Junichi. Avendo studiato in istituti femminili per quasi tutta la sua vita, Sae è incredibilmente timida con gli uomini, ed ha una voce estremamente molle e tranquilla.
Ai Nanasaki (七咲 逢?, Nanasaki Ai)
Doppiata da Yukana
Amica e compagna di classe di Miya, la sorella minore di Junichi, fa parte del club di nuoto della scuola. Ha un fratello più piccolo chiamato Ikuo ed è dotata di una personalità generosa e calma.
Rihoko Sakurai (桜井 梨穂子?, Sakurai Rihoko)
Doppiata da Ryōko Shintani
Amica di infanzia di Junichi, che nonostante il grande appetito, non fa altro che leggere libri sulle diete e l'alimentazione nel tentativo di dimagrire. È un membro del club del tè.
Tsukasa Ayatsuji (絢辻 詞?, Ayatsuji Tsukasa)
Doppiata da Kaori Nazuka
Rappresentante della classe di Junichi, ha la caratteristica di farsi carico di quei compiti che nessuno vuole. Nonostante si comporti in maniera gentile ed amichevole, la sua vera natura è astuta e manipolativa.
Miya Tachibana (橘 美也?, Tachibana Miya)
Doppiata da Kana Asumi
Sorella minore di Junichi, chiama affettuosamente il fratello, "Nii-nii". Tende ad essere molto gelosa di lui. Il suo cibo favorito è il nikuman.
Masayoshi Umehara (梅原 正吉?, Umehara Masayoshi)
Doppiata da Takuma Terashima
Migliore amico di Junichi, con la passione per le idol giapponesi. La sua famiglia possiede un ristorante di sushi.
Kanae Itō (伊藤 香苗?, Itō Kanae)
Doppiata da Yuki Matsuoka
Migliore amica di Rihoko, nonostante la tendenza ad essere severa e rigida, è premurosa e generosa con le proprie amiche.
Keiko Tanaka (田中 恵子?, Tanaka Keiko)
Doppiata da Mai Kadowaki
Amica di Kaoru, Keiko è una ragazza molto silenziosa, a cui Junichi darà alcuni consigli di cuore.
Hibiki Tsukahara (塚原 響?, Tsukahara Hibiki)
Doppiata da Yū Asakawa
Amica di Haruka, e capitano del club di nuoto, rimprovera spesso Haruka per la sua leggerezza.
Ruriko Yuzuki (夕月 琉璃子?, Yuzuki Ruriko)
Doppiata da Izumi Satou
Membro del club del te, Ruriko ha la tendenza a preoccuparsi per Rihoko.
Manaka Hiba (飛羽 愛歌?, Hiba Manaka)
Doppiata da Hitomi Harada
Un altro membro del club del te, Manaka si distingue per i suoi discorsi criptici.
Yukari Ayatsuji (絢辻 縁?, Ayatsuji Yukari)
Doppiata da Aiko Igarashi
Sorella maggiore di Tsukasa, affascinante e glaciale, con cui la ragazza non va affatto d'accordo.
Risa Kamizaki (上崎 裡沙?, Kamizaki Risa)
Doppiata da Mai Kadowaki
Personaggio segreto del gioco e dell'anime. È una ragazza timida innamorata di Junichi da molto tempo, nei confronti del quale ha sempre praticato una sorta di stalking. È la responsabile di quanto accadde due anni prima a Junichi, dato che fu lei a boicottare l'appuntamento pensando di proteggere il ragazzo.

## Adattamenti

### Conversioni
Una conversione del gioco originale per PlayStation Portable conosciuta come EbiKore+ Amagami (エビコレ+ アマガミ?), sviluppata e pubblicata dalla Kadokawa Shoten è stata pubblicata il 31 marzo 2011. Insieme con l'originale Amagami, la versione per PSP comprende un minigioco Mahjong. Cotesta versione è stata pubblicata successivamente su PS Vita il 30 gennaio 2014

### Manga
Sono stati pubblicati sei serie manga ispirate ai personaggi di Amagami:
- Amagami: Sincerely Yours, illustrato da Kotetsu Sakura, pubblicato su Famitsu Comic Clear della Enterbrain a partire dal 30 ottobre 2009.
- Amagami: Precious Diary, illustrato da Tarō Shinonome, pubblicato su Young Animal della Hakusenshaa partire dal 27 novembre 2009. La storia ruota intorno al personaggio di Tsukasa Ayatsuji.
- Amagami: Precious Diary - Kaoru, illustrato da Tarō Shinonome. La storia ruota intorno al personaggio di Kaoru Tanamachi.
- Amagami: Love Goes On!, illustrato da Ryuya Kamino, pubblicato su Dengeki Maoh della ASCII Media Works a partire da marzo 2010. La storia ruota intorno al personaggio di Ai Nanasaki.
- Amagami! (あまがみっ!?) illustrato da Piaisai, pubblicato su Famitsu Comic Clear della Enterbrain a partire dal 30 aprile 2010.
- Amagami: Close to You, illustrato da Tomoya Andō, pubblicato su Comp Ace della Kadokawa Shoten. La storia ruota intorno al personaggio di Rihoko Sakurai.

### Anime
Un adattamento animato del videogioco intitolato Amagami SS è stato prodotto dallo studio di animazione AIC. La serie è andata in onda aired dal 2 luglio 2010 al 23 dicembre 2010 in Giappone. I ventiquattro episodi dell'anime sono divisi in sei archi narrativi, ognuno dedicato ad uno dei sei personaggi principali femminili. Ogni arco narrativo mostra una differente versione della storia in cui Junichi concentra le proprie attenzioni su ognuna delle sei protagoniste.